# Giuseppe Borrelli
Giuseppe Borrelli (Casoli, 12 ottobre 1893 – Lanciano, 6 aprile 1961) è stato un veterinario italiano.
È riconosciuto universalmente come uno dei più importanti veterinari della storia della medicina.

## Biografia
Giuseppe Borrelli nacque a Casoli il 12 ottobre 1893 da Domenico Borrelli e Anna Ramondo. Ebbe un fratello, Ferdinando, e sei sorelle, Elvira, Maria, Livia, Evelina, Concetta ed Elena.
Completò le scuole elementari a Casoli, sotto la guida del maestro Domenico De Petra che, riconoscendo in lui le caratteristiche dello studente modello, convinse i genitori a fargli continuare gli studi superiori.
Si laureò il 5 maggio 1916 in Medicina Veterinaria con 110/110 e lode presso l'Università degli Studi di Napoli "Federico II".
Tre giorni dopo la laurea, partì come sottotenente di complemento, diretto a L'Aquila, dove prestò servizio di leva nel 18º Battaglione Artiglieri del Corpo Veterinario Militare. Partecipò alla prima guerra mondiale col grado di tenente, venendo insignito di molteplici riconoscimenti ufficiali come le medaglie dell’Unità d’Italia e la Croce al merito di guerra. Al termine del primo conflitto mondiale rientrò in servizio a L'Aquila, per poi congedarsi nel febbraio del 1920.
In questo periodo fece ritorno a Casoli, suo paese d’origine, dove esercitò la professione di medico veterinario presso il proprio ambulatorio, che diventerà negli anni successivi, fino al 1961, il principale centro delle sue ricerche in ambito zooiatrico.
Nella metà degli anni Venti entrò a far parte del Consiglio Provinciale di Sanità di Chieti, dove pose l’attenzione sul problema della zootecnica e sui danni provocati all’agricoltura dalla sterilità bovina.
In questo periodo condusse, inoltre, degli importantissimi studi di carattere buiatrico che gli consentiranno di conseguire nel 1937 la cattedra di Ostetricia e Ginecologia Veterinaria presso l’Università degli Studi di Perugia.
Dalla seconda metà degli anni Quaranta iniziò la collaborazione con numerosi istituti zooprofilattici e con molteplici ordini medici professionali, impegni che lo allontaneranno dal suo amato paese d'origine.
Nel 1945 ottenne dalla Direzione Generale dei Servizi Veterinari del Ministero dell'Interno l'incarico di attivare corsi d'aggiornamento teorico-pratico per neolaureati. Dal 1947 al 1961 visitò la maggior parte delle provincie italiane con lezioni universitarie ed incontri di carattere zooiatrico, divulgando in questo modo il proprio insegnamento e le proprie conoscenze scientifiche.
I giovani veterinari riconobbero la grandezza e la profondità del suo lavoro e trovarono nell'ambulatorio veterinario di Casoli un importantissimo punto di riferimento per la loro formazione.
Negli anni Cinquanta collaborò con numerosi accademici europei, tenendo lezioni e seminari in Germania, Austria e Spagna. Notevoli sono i suoi contributi lasciati negli atenei di Berlino, Monaco, Gießen e Madrid.
Nel 1962, al primo anniversario della sua scomparsa, il Comune di Casoli e l'Ordine dei Medici Veterinari di Chieti gli dedicarono una lapide sulla facciata della sua casa natale. Nel decennale della sua morte, per volontà della Federazione Nazionale dell'Ordine dei Medici Veterinari d'Italia, gli venne conferita una medaglia d'oro per aver onorato la professione di medico veterinario.

## Memoria collettiva
- Lo scrittore e presbitero Mario Di Cola lo ricorda nel suo libro Il tamburo di Sciotte (Ed. Solfanelli, Chieti, 1988) nel racconto Un professore in Veterinaria.
- Casoli gli ha dedicato una via nel 2006, mentre Lanciano ha intitolato in sua memoria l'Istituto Zooprofilattico Sperimentale dell'Abruzzo e del Molise, sito in Via Sant'Antonio 8, con una targa commemorativa.

## Pubblicazioni scientifiche
- Cura chirurgica della linfangite epizootica, localizzata ai gangli linfatici, Giornale di Medicina Veterinaria, 1920.
- L'allevamento suino in Abruzzo, Giornale d'Italia Agricolo, 1920.
- La lotta contro l'afta epizootica, un nuovo metodo di aftizzazione, Giornale di Medicina Veterinaria, 1920.
- Sul valore diagnostico di un sintomo prodromico nella febbre catarrale maligna, Giornale di Medicina Veterinaria, 1922.
- Proporzione e morfologia dei leucociti polimorfi eosinofili nel sangue dei bovini, Nuovo Ercolani, 1922.
- Caratteri differenziali morfologici e croinatici tra leucociti eosinofili nei principali animali domestici, Nuovo Ercolani, 1923.
- La puntura lombare nel cavallo, Giornale di Medicina Veterinaria, 1923.
- La puntura arteriosa, Giornale di Medicina Veterinaria, 1923.
- Su un caso di osteoalveolite stafilococcica in una branca del mascellare inferiore del cavallo, Giornale di Medicina Veterinaria, 1923.
- La morfologia e l'affinità cromatica istochimica degli elementi figurati normali del sangue del cavallo con le colorazioni post vitali di Sabrares, Nuovo Ercolani, 1923.
- Le oscillazioni della formula leucocitaria normale in rapporto all'età, Giornale di Medicina Veterinaria, 1923.
- Contributo all'impiego dell'acido picrico in patologia bovina, Giornale di Medicina Veterinaria, 1924.
- La torsione endoscrotale combinata con lo schiacciamento del cordone mediante la tenaglia Eschini, Nuovo Ercolani, 1924.
- L'armamentario di indagine clinica chirurgico-ostetrica del veterinario, Nuovo Ercolani, 1928.
- I principali compiti del veterinario pratico in relazione agli attuali progressi scientifici, Il Moderno Zooiatra, 1928.
- La pratica ostetrica bovina alla luce degli attuali progressi, Società Culturale Veterinaria Provinciale delle Marche e Abruzzo, 1933.
- Errori ed insuccessi nella pratica ginecologica bovina, Società Culturale Veterinaria Provinciale delle Marche e Abruzzo, 1934.
- La prognosi e i segni di morte prossima nella pratica clinica bovina, La Nuova Veterinaria, 1948.
- Diagnosi clinica precoce di gravidanza ed esame dei genitali esterni, Progresso Veterinario, 1948.
- Alcune considerazioni sulla sterilità delle bovine da lavoro nelle zone appoderate, Progresso Veterinario, 1949.
- Gli uncini da orbita in ostetricia bovina, La Nuova Veterinaria, 1949.
- Il libro di ostetricia e ginecologia veterinaria, Progresso Veterinario, 1950.
- Chirurgia operativa bovina, Progresso Veterinario, 1950.
- Alcune considerazioni sulla clinica medica ambulatoriale bovina, Croce Azzurra, 1950.
- Note di zootecnica spicciola, Croce Azzurra, 1950.
- Alcuni aggiornamenti sulla tecnica operativa nella castrazione del cavallo con le stecche e procedimento con cordone coperto, Croce Azzurra, 1950.
- Strumentario ostetrico per bovini e solipedi, Croce Azzurra, 1950.
- L'esame della bovina dopo un parto distocico, Croce Azzurra, 1950.
- Aggiornamenti sulla tecnica operativa della castrazione del verro, Croce Azzurra, 1950.
- Sulle complicazioni nei casi di inversione e prolasso uterino dopo il parto nella bovina, Croce Azzurra, 1950.
- Un ambulatorio veterinario, Progresso Veterinario, 1951.
- La valigetta del veterinario, Croce Azzurra, 1951.
- Alcune considerazioni sulla diagnosi di gravidanza della bovina, Croce Azzurra, 1951.
- Esame clinico dell'ovaia nella bovina, Croce Azzurra, 1951.
- La ritenzione delle secondine nella cavalla, Croce Azzurra, 1951.
- Alcune considerazioni di ordine clinico sulle lesioni dell'intestino dipendenti dal parto, Croce Azzurra, 1951.
- Indirizzi e norme nella pratica ostetrica bovina, Croce Azzurra, 1951.
- Empirismo e pratiche empiriche in ostetricia bovina, Veterinaria, 1956.
- La deferentectomia per la sterilizzazione del vitellone e del torello, Veterinaria, 1956.
- Recente aggiornamento sulla sterilizzazione del vitellone e del torello, Veterinaria, 1956.
- Il taglio cesareo nei parti con vitello "della coscia" o a groppa di cavallo, Atti di Scienze Veterinarie, 1958.
- L'impiego di tranquillanti nel taglio cesareo della bovina, Atti di Scienze Veterinarie, 1959.

## Libri e trattati scientifici
- L'assistenza al parto della vacca, Ed. Battiato, Catania, 1926.
- La compra dei bovini, Ed. Battiato, Catania, 1927.
- La scelta dei bovini, Ed. Battiato, Catania, 1927.
- Podologia bovina, Ed. Battiato, Catania, 1929.
- L'ambulatorio veterinario, Ed. Hoepli, Milano, 1929.
- Veterinaria agricola, Ed. Battiato, Catania, 1929.
- L'ambulatorio veterinario, Ed. Hoepli, Milano, 1929.
- Veterinaria agricola, Ed. Battiato, Catania, 1929.
- L'allevamento bovino, Ed. Battiato, Catania, 1929.
- La sterilità dei bovino, Ed. Paravia, 1931.
- Le malattie dei vitelli, Ed. Paravia, 1931.
- Compendio di diagnostica ginecologica bovina, Ed. Spoltore, Casoli, 1933.
- Compendio di semeiotica dei bovini, in collaborazione con Gerosa Ed. I.S.M., Milano, 1935.
- Chirurgia suina, Ed. Palmerio, Guardiagrele, 1949 (tradotta anche in spagnolo).
- Assistenza al parto della vacca, II° edizione rielaborata, Ed. Palmerio, 1955 (tradotta anche in spagnolo).

## Traduzioni scientifiche
- Diagnostica clinica veterinaria di Malkmus Oppermann, U.T.E.T., 1931.
- Ostetricia animale di Richter e Goetze, Ed. Palmerio, 1931.
- Embriotomia moderna della cavalla e della bovina di Goetze, Ed. Palmerio, 1955.
- Il taglio cesareo nella suina e nei ruminanti di Tilmann, Ed. Palmerio, 1955.
- Le suture chirurgiche di Amann, Ed. Palmerio, 1955.